# Modrijani z gosti (album)
Modrijani z gosti je 10. album Ansambla Modrijani, ki je izšel leta 2009 pri založbi VOX. Istega leta je bil nagrajen s srebrno ploščo.

## Seznam pesmi
| Št. | Naslov                                                                          | Pisec                                   | Dolžina |
| --- | ------------------------------------------------------------------------------- | --------------------------------------- | ------- |
| 1.  | „Spomni se‟ (gostuje Natalija Verboten)                                         | Brane Klavžar/Jože Galič/Smiljan Greif  | 3:05    |
| 2.  | „Bog te živi‟ (gostuje Ansambel Slovenski muzikanti)                            | Brane Klavžar/Jože Galič/Primož Kosec   | 3:04    |
| 3.  | „Skupaj zapojmo‟ (gostuje Sandra Križan)                                        | Tine Lesjak                             | 3:45    |
| 4.  | „Nekaj vsem nam je enako‟ (gostuje Ansambel Novi spomini)                       | Brane Klavžar/Jože Galič                | 2:33    |
| 5.  | „Venček uspešnic SPV‟ (gostuje Harmonikarski orkester Roka Švaba)               | več avtorjev                            | 4:52    |
| 6.  | „Vila z neba‟ (gostuje Dora Ožvald)                                             | Franjo Oset                             | 3:26    |
| 7.  | „Čakal sem ob potoku‟ (gostuje Ansambel Štirje kovači)                          | Franc Šegovc/Zora Založnik              | 2:57    |
| 8.  | „Ribičeve sanje‟ (gostujejo Tamburaši Kavkler)                                  | Rok Švab/Fanika Požek/Smiljan Greif     | 4:01    |
| 9.  | „Venček Tineta Lesjaka‟ (gostujejo Ansambel Vrt, Ansambel Pogum in Tine Lesjak) | Tine Lesjak/Franci Smrekar, Vera Šolinc | 5:54    |
| 10. | „Zaradi pesmi‟ (gostujejo Vitezi polk in valčkov)                               | Brane Klavžar/Jože Galič                | 3:36    |
| 11. | „Venček uspešnic‟ (gostujeta Ansambel Storžič in Ansambel Zlati muzikanti)      | več avtorjev                            | 10:05   |
| 12. | „Spomin na pevca še živi‟ (gostuje Ansambel Slovenski zvoki)                    | Tine Lesjak/Franci Smrekar              | 4:12    |

## O pesmih
- Spomni se - Do ideje o sodelovanju je prišlo na Noči Modrijanov, kjer je Natalija Verboten, ki je v preteklosti prepevala v narodnozabavnem ansamblu, s svojim prihodom presenetila tako Modrijane kot obiskovalce. Na njeno željo so skupaj posneli ta Klavžarjev valček.[1]
- Bog te živi - S to skladbo so Modrijani leta 2003 nastopili na festivalu Števerjan in osvojili nagrado strokovne žirije za najboljši ansambel festivala. Nahaja se tudi na predhodnih albumih Neskončno zaljubljena in Kjer je glasba, tam smo mi.[2]
- Skupaj zapojmo - Skladba se nahaja tudi na predhodnem albumu Pusti mi pesmi.
- Čakal sem ob potoku - Skladbo v originalu izvaja Ansambel Štirje kovači, s katerimi so Modrijani za to zgoščenko posneli priredbo.
- Ribičeve sanje - Skladba se nahaja tudi na predhodnem albumu Pusti mi pesmi. Za skladbo so posneli tudi videospot.[3]
- Zaradi pesmi - Skladbo v originalu izvaja Ansambel Braneta Klavžarja, katerega vodja je bil učitelj harmonike Roka Švaba, Brane Klavžar.[4]
- Venček uspešnic - Venček se nahaja tudi na predhodnem albumu Pusti mi pesmi.